# ديك كالكينز
ديك كالكينز (بالإنجليزية: Dick Calkins)‏ هو فنان قصص مصورة أمريكي، ولد في 12 أغسطس 1894 في غراند رابيدز في الولايات المتحدة، وتوفي في 12 مايو 1962 في توسان في الولايات المتحدة.

## وصلات خارجية
- ديك كالكينز على موقع IMDb (الإنجليزية)
- ديك كالكينز على موقع الموسوعة البريطانية (الإنجليزية)